# Río El Limón
El Limón es un río que recorre el sector noroeste del estado Zulia, Venezuela. Posee una extensión de 35 km, desembocando en la bahía de El Tablazo, en un estuario frente a la isla de Toas, en el mar Caribe. El mismo corresponde al sector inferior del río Guasare, el cual posee sus nacientes en la Serranía de los Motilones. 
El Limón comienza luego de la confluencia del río Guasare con el río Socuy, en inmediaciones de la localidad de Carrasquero. Sobre sus orillas las tribus de indígenas construyen sus viviendas mediante palafitos. Abundan los manglares sobre sus riberas, donde existe una rica fauna de lisas, cangrejos y róbalos.